# Areszasz
Areszasz (néhol Lukániai Areszasz, ógörögül: Ἀρέσας; latinul: Aresus; Plutarkhosznál: Arcesus) i. e. V. és IV. század  körül élt, feltehetően Philolaosz idősebb kortársa) ókori görög püthagoreus filozófus, a püthagoreus iskola vezetője.

## Élete
Areszasz Lukániában, a dél-itáliai Magna Graecia tartományában, esetleg éppen Krotónban született. Ismertebb tanítványai voltak Philolaosz és Aszpendoszi Diodórosz. Valószínűleg Krotónban a püthagoreus iskola vezetője volt, magától Püthagorasztól számítva a hatodik.
Areszasznak valamikor menekülnie kellett Krotónból a püthagoreusok ellenségei elől. Püthagorasztól töretlen sorban ő lehetett az iskola utolsó vezetője, bár Iamblikhosz neoplatonista filozófus úgy említi Areszaszt, hogy „újraalapította” az iskolát, ami arra utal, hogy a közvetlen utódlás megszakadhatott.
Egyes neopüthagoreus szövegek neki tulajdonítják a dór dialektusban írt Az emberi természetről (ógörögül: περὶ φύσιος ἀνθρώπου, peri phüsziosz antropu) címet viselő művet, amelyből körülbelül egy oldalnyi töredéket Sztobaiosz őrzött meg művében, de mások azt feltételezik, hogy ezt egy Aiszara (Aesara) nevű püthagoreus nő írta, akiről egyesek azt állítják, hogy Püthagorasz lánya volt. A jelenkori kutatók egy része a művet archaikus stílust utánzó neopüthagoreus hamisítványnak tartja.
A mű egy elméletet vázol a természetjogról és az emberi lélek háromoldalú természetével kapcsolatosan. Többek között Arisztotelész és Catullus is hivatkozik rá.
Más források Areszaszt összetévesztik egy Lukániai Areszandrosz nevű személlyel, bár róla mára nevén kívül semmi egyebet sem tudunk, és a mai tudósok ezt tévedésnek is tartják.